# Свети Георги (Цариград)
Вижте пояснителната страница за други значения на Свети Георги.
„Свети Георги Победоносец“ (на гръцки: Καθεδρικός ναός του Αγίου Γεωργίου; на турски: Aya Yorgi Kilisesi) е православен християнски храм в Истанбул (Цариград), катедрална църква на Вселенската патриаршия от 1600 година.

## Местоположение
Църквата е разположена в цариградския квартал Фенер, на северозапад от историческия център на стария Константинопол в близост до Великата школа и до българската църква „Свети Стефан“. „Свети Георги“ е относително малка църква, особено като се вземе предвид статуса ѝ в православния свят. Църквата е скрита зад високи стени, издигнати, за да не привлича нежелани погледи в ислямската имперска столица. Църквата има семпла външна фасада, но е богато украсена отвътре.
Зад църквата са офисите на патриаршията и Патриаршеската библиотека.

## История
След падането на Константинопол във властта на османските турци в 1453 година основен център на православния живот в преобладаващо мюсюлманския град става кварталът Фенер. Около 1600 патриарх Матей II Константинополски (1596 – 1603) премества седалището на патриаршията в бившия манастир „Свети Георги“. Църквата е реконструирана много пъти и малко е останало от оригиналния ѝ вид. Патриарх Тимотей II Константинополски (1612 – 1620) я преустроява и разширява в 1614. Отново е реконструирана при патриарх Калиник II Константинополски (1694 – 1702). В началото на XVIII век (източниците се различават в определянето на точната година) църквата тежко пострадва от пожар. В 1720 патриарх Йеремия III (1716 – 1726, 1732 – 1733) пише на митрополита на Арта Неофит: „По милостта и волята на всеблагия Бог, господарите, да им даде Бог дълъг живот, се разчувстваха и ни позволиха да възстановим от основи светата църква на нашия патриаршески и вселенски трон и започнахме това строителство с Божията помощ.“ Възстановителните работи продължават и при патриарх Паисий II (патриарх на няколко пъти между 1726 и 1754).
Нов голям пожар в 1738 година отново нанася тежки щети на църквата. Едва в 1797 патриарх Григорий V Константинополски успява да започне мащабни реставрационни дейности. Сегашният вид на църквата е в общи линии плод на това възстановяване.
Църквата е трикорабна базилика с три полукръгли апсиди от източната страна и напречен нартекс от западната. Трите кораба са разделени от колонади, като по протежение на колоните са разположени високи епископски столове от абанос. Така остава широко място за извършване на литургията. Зад олтара синтрононът е оформен като полукръг по извитата стена на апсидата с тронове за първосвещениците и по-висок мраморен трон в центъра за патриарха.
При патриарх Григорий VI Константинополски (1835 – 1840) са направени нови промени, като покривът е вдигнат на днешната му височина. От това преустройство датира неокласическият облицован с мрамор вход, който прави екстериора на църквата силно различен от повечето други православни църкви, които обикновено са във Византийски стил. Последното голямо преустройство на църквата е извършено от патриарх Йоаким III Константинополски (1878 – 1912). Мраморните плочки в олтара са сменени, синтрононът е обновен, направени са мраморни ковчежета за светите мощи, рамките на иконите са реставрирани и църковната утвар е обогатена със съдове и одежди, дарение от православни християни, предимно извън границите на Османската империя.
Църквата отново пострадва от пожар в 1941 и по политически причини не е напълно възстановена чак до 1991 година. Най-големите ѝ ценности, спасявани при всеки пожар, са патриаршеският трон, за който се смята, че е от V век, няколко редки мозаечни икони и мощите на светците Григорий Богослов и Йоан Златоуст. Част от мощите на тези двама светци, задигнати от Константинопол при завладяването на града от кръстоносците от Четвъртия кръстоносен поход в 1204 са върнати на храма „Свети Георги“ от папа Йоан-Павел II в 2004 година. В храма се пазят и мощите на св. великомъченица Евфимия Всехвална. При възстановяването на храма, подето от свещеномъченик Григорий V, са направени два нови престола, като десният (южният) е посветен на света Евфимия, а левият – на Тримата светители.
Днес църквата е поддържана финансово от дарения от православни християни от други страни.